# Набэсима Наомасу (1756—1801)
Набэсима Наомасу (яп. 鍋島 直愈, 14 апреля 1756 — 10 августа 1801) — японский даймё периода Эдо, 7-й правитель княжества Оги (1764—1794).

## Биография
Родился в Оги как второй сын Набэсимы Наокадзу, 6-го даймё Оги. Мать, Мацуко, родная дочь Годзё Тамэнори и приёмная дочь Набэсимы Мунэнори, 7-го даймё Саги. В 1764 году Наокадзу передал княжество Наомасу и вышел в отставку.
В 1789 году Наомасу основал княжескую школу, предшественника более поздней школы княжества Оги. В 1794 году Набэсима Наомасу передал княжество своему старшему сыну Набэсиме Наотомо и ушёл в отставку. В 1801 году Наомасу умер в Оги в возрасте 45 лет.
Был женат на Кадзуко, дочери Набэсимы Сигэмоти, 8-го даймё Саги. Его дочь, Ацуко (ум. 1877), жена Набэсимы Наонори, 9-го даймё Касимы.